# 眷思量
眷思量是中華人民共和國一部仙俠古風3D動畫，由央炎文化、企鹅影视联合出品，赵禹晴擔任導演和人物設計，故事講述的是男主角镜玄與諸神流放之地--思量岛上的秘密。眷思第一季15集《眷思量之烟海霞客》於2021年6月至9月在腾讯视频播出。